# Francis Wheen
Francis James Baird Wheen (22 de enero de 1957) es un periodista, escritor y locutor británico.

## Biografía

### Primeros años y estudios
Wheen nació en una familia de militares y estudió en dos escuelas independientes: Copthorne Preparatory School cerca de Crawley, West Sussex y Harrow School en el noroeste de Londres.

### Carrera
Huyendo de Harrow a los 16 "para unirse a la sociedad alternativa", Wheen swe inició como chico de los mandados en The Guardian y New Statesman y asistió a Royal Holloway College, Universidad de Londres, después de un período en una academia de estudios. En Harrow, fue brevemente contemporáneo de Mark Thatcher que ha sido objeto de su periodismo.
Wheen es autor de varios libros, incluida una biografía de Karl Marx que ganó el Premio Deutscher Memorial en 1999, y ha sido traducido a veinte idiomas. Siguió esto con una "biografía" nocional de Das Kapital, que sigue a la creación y publicación del primer volumen de la obra principal de Marx, así como otros volúmenes incompletos. Wheen tuvo una columna en The Guardian durante varios años. Escribe para Private Eye y actualmente es editor adjunto de la revista. Su periodismo coleccionado, Hoo-hahs y Passing Frenzies, le valió el Premio Orwell en 2003. También ha sido columnista habitual del London Evening Standard. 
En abril de 2012, Wheen sufrió la pérdida de toda su colección de libros, su "obra de la vida", y una novela inacabada, en un incendio en un cobertizo de jardín.

### Trabajo de radiodifusión
Wheen difunde regularmente, principalmente en BBC Radio 4, ha aparecido en The News Quiz, en el que a menudo se ha referido al hecho de que se parece al exlíder del Partido Conservador Iain Duncan Smith. También ha sido invitado varias veces en Have I Got News for You.
Wheen escribió un docudrama, The Lavender List, para BBC Four sobre el período final de la presidencia de Harold Wilson, concentrándose en su relación con Marcia Williams, que se proyectó por primera vez en marzo de 2006. Estuvo protagonizada por Kenneth Cranham como Wilson y Gina McKee como Williams. En abril de 2007, la BBC pagó £75,000 a Williams (entonces Baronesa Falkender) en un acuerdo extrajudicial por reclamos presentados en el programa.

## Posiciones políticas
Wheen se opuso a la Guerra de las Malvinas. En un artículo sindicado a varios periódicos estadounidenses, Wheen declaró: "En una famosa obra británica de la década de 1950, Look Back in Anger, el héroe se quejó de que 'ya no hay buenas y valientes causas por las que luchar'. La Sra. Thatcher aparentemente está de acuerdo con esta opinión, por lo que fue a la guerra por una causa pequeña e ignorable". Wheen es partidario del grupo antimonárquico Republic.
Wheen apoyó la intervención de Kosovo de la OTAN en 1999, firmó el Manifiesto de Euston para un realineamiento de la política progresista y apoyó la segunda Guerra de Irak.
A finales de 2005, Wheen fue coautor con David Aaronovitch y el blogger Oliver Kamm, ambos colaboradores de The Times, de una queja a The Guardian después de que publicara una disculpa y corrección con respecto a una entrevista con Noam Chomsky por Emma Brockes que había publicado a finales de octubre de 2005; Chomsky se había quejado de que la entrevista era difamatoria al sugerir que negó la Masacre de Srebrenica de 1995 al defender un libro de Diana Johnstone.
Francis Wheen es muy crítico con el fracaso de la ministra de Asuntos Exteriores, la baronesa Anelay, para condenar la tortura de Raif Badawi por parte del gobierno de Arabia Saudita. Wheen sostiene que fue motivado por su deseo de vender armas a los sauditas.

## Vida personal
Wheen estuvo casado con la escritora Joan Smith entre 1985 y 1993. Ha sido socio de Julia Jones (anteriormente Julia Thorogood) desde mediados de la década de 1990; Ellos tienen dos hijos.
En 2014, Wheen renunció a su derecho al anonimato para hablar sobre ser víctima del maestro Charles Napier, luego de que Napier fuera condenado por abusar sexualmente de 23 niños entre 1967 y 1983. Wheen describió su experiencia como menos grave que la de otras víctimas, y solo se había dado cuenta de la escala de las actividades de Napier más tarde.
Wheen era un amigo cercano del escritor Christopher Hitchens.